# Aizuwakamatsu

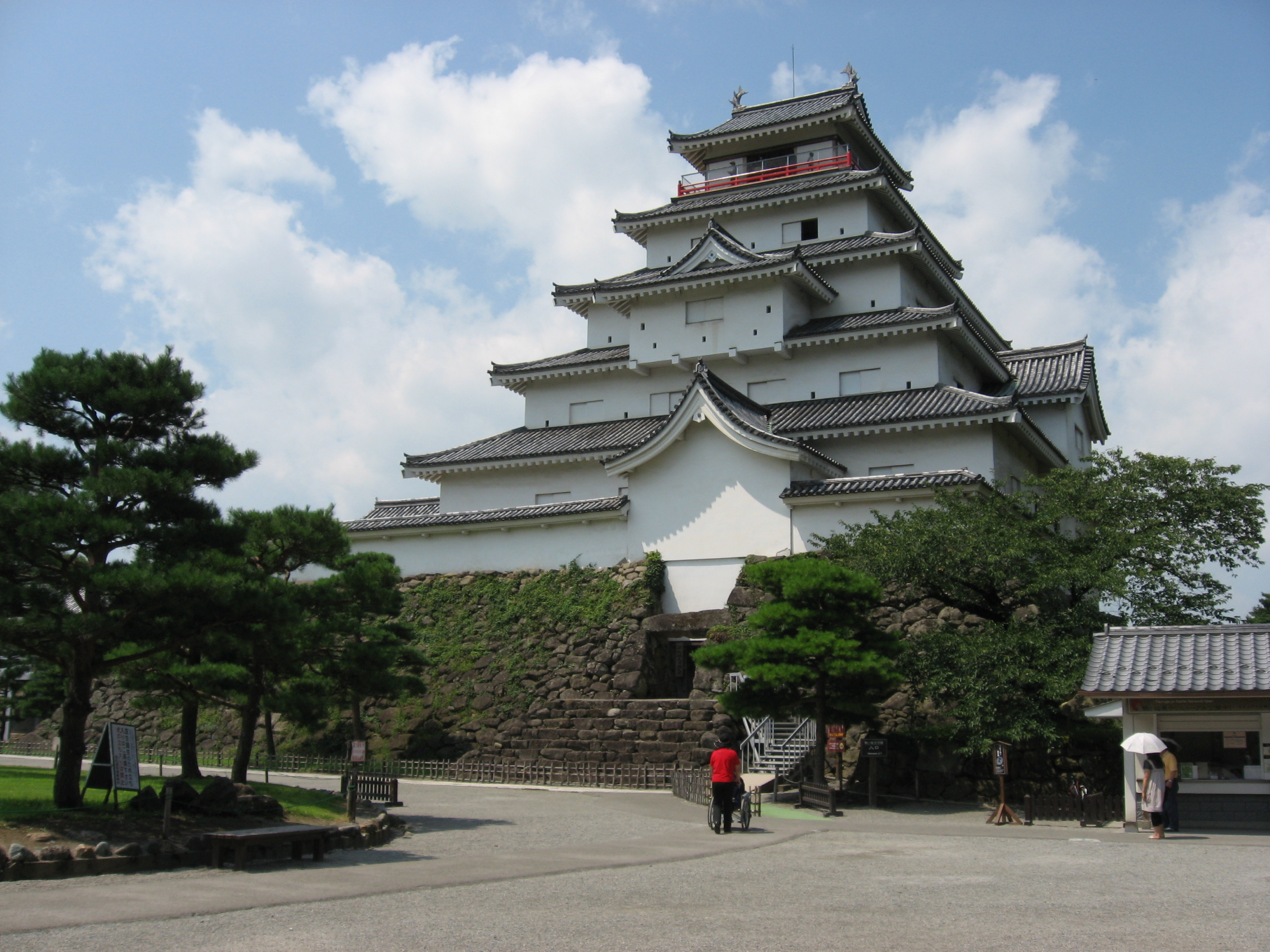
Castelul

Aizuwakamatsu (会津若松市 Aizuwakamatsu-shi?) este un municipiu din Japonia, prefectura Fukushima.